# Honda B20A
La serie de motores Honda B20A, con variantes B20A y B21A era una familia de motores de cuatro cilindros en línea de Honda que se introdujo en 1985 en el Honda Prelude de segunda generación. También estaba disponible en el modelo Honda Accord de tercera generación en el mercado japonés, junto con Honda Vigor, el B20A fue la primera línea de motores Honda DOHC multiválvulas de cuatro cilindros, enfocada hacia el rendimiento y con una cilindrada de 2000cc y 2100cc.
El Honda Prelude de tercera generación fue impulsado exclusivamente por la familia de motores B20A y la producción de la familia de motores B20A concluyó con el final de la producción del Prelude de tercera generación en 1991.
Sería sucedido por la serie B. A pesar de compartir una estructura similar y algunos elementos de diseño, el B20A anterior difiere sustancialmente de la serie B en la arquitectura lo suficiente como para ser considerados dos familias de motores diferentes y no deben confundirse los motores de la serie B y el B20B.
Los motores B20A, B20A3 y B20A5 se fabricaban en bloques de aluminio cerrado, mientras que el hierro se usaba para el B21A1 reforzado con fibras metálicas. Hay 2 versiones del B20A
- La primera generación de motores B20A estaba disponible en el Honda Prelude 2.0SI 1986-1987 en Japón y Europa, el Honda Vigor 1986-1989 y el Honda Accord 1986-1989. Se inclinó hacia la parte delantera del coche como el motor A20A que se encontraba en los mismos coches. Este B20A generaba una potencia de 160 hp (119 kW) y un par de 140 lb·ft (190 N·m) en Japón. En Europa, el llamado B20A1 , producía una potencia de 137 hp (102 kW) y un par de 127 lb.ft (172 Nm). También había un motor similar llamado B18A para los Accords de 86-89. Se trataba de un B20A con la cilindrada aumentada (Strocker) alimentado por 2 carburadores Keihin.

- La segunda generación de B20A se encontraba en el Prelude de 1988-1991. Los bloques B20A y B21A del Prelude se inclinan en un ángulo de 18 grados. Esto se hizo para complacer a las especificaciones exteriores del Prelude de tercera generación (1988-1991) debido a su capo muy bajo que Honda apodó "engineless design" (Diseño sin motor), y también por, motivos de manejo y equilibrio, debido a la colocación del motor en un ángulo le da un centro de gravedad más bajo.

El B21A1 era básicamente un B20A5 rediseñado con un aumento de diámetro de cilindros de 83 mm. Las dimensiones externas del bloque permanecieron idénticas (Aunque hubo una mayor refuerzo exterior de las correas en el B21) al bloque B20A5 por lo que Honda contrato a  Saffil para crear una camisa de cilindro más delgada pero resistente llamada FRM (Metal reforzado de fibras), que básicamente consistía en una matriz de fibra de carbono, aleación de aluminio y óxido de aluminio para hacer una fuerte camisa de cilindro. El manguito es tan fuerte, que se coloca fuera de los anillos del pistón causando una compresión pobre, y un humo blanco por el escape y un consumo de aceite de alto. Es posible revivir el motor en muchas situaciones tan solo con reemplazar simplemente los anillos desgastados. Muchos talleres mecánicos no intentarían afilar o volver a perforar las mangas FRM , ya que este tipo de manga se deslamina durante las operaciones de mecanizado.

## B20A

### B20A1
- Encontrado en:
  - Honda Prelude 1988–1991 (Fuera de EE. UU.)
    - DOHC 16-Válvulas, 4 Cilindros, PGM-FI
    - Power: 143 hp (107 kW) @ 6000 rpm
    - Torque: 128tq @ 4500 rpm
    - Compresión: 9.4:1

- Encontrado en:
  - Honda Prelude 1985–1986 (Fuera de EE. UU.) (Número de serie: 1000001~)
  - Honda Accord 1985–1986 (Fuera de EE. UU.) (Número de serie: 1500001~)
  - Honda Vigor 1985–1986 (Fuera de EE. UU.) (Número de serie: 1550001~)
  - Honda Vigor 1987–1989 (Fuera de EE. UU.) (Número de serie: 1600001~ y 1640001~)
    - Logo "Honda" en el centro de la tapa de la balancines - Tapón de llenado en el lado izquierdo.
    - Cilindrada: 1958 cc
    - DOHC 16-Válvulas, 4 Cilindros, PGM-FI
    - Diámetro x Carrera: 81 x 95 mm
    - Compresión: 9.4:1; 9.5:1
    - Potencia: 
      - GOLD TOP B20A JDM (1986–1987): 160 hp (119 kW) @ 6300 rpm
      - BLACKTOP B20A JDM (1988–1989): 160 hp (119 kW) @ 6200 rpm
      - GOLD TOP B20A1 Europeo: 137 hp (102 kW) @ 6000 rpm

    - Par:
      - GOLD TOP B20A JDM (1986–1987): 137 lb.ft (186 N·m) @ 4000 rpm
      - BLACKTOP B20A JDM (1988–1989): 137 lb.ft (186 N·m) @ 4000 rpm
      - GOLD TOP B20A1 Europeo: 127 lb.ft (172 N·m) @ 4000 rpm

    - ECU: PH3 (JDM) y PJ5(602,603,752), PJ7, PH3 (Europeo)
    - Transmisión: B2K5(86–87), F2K5(88–89)

### B20A2
- Encontrado en:
  - Honda Accord 1987–1989 (Fuera de EE. UU.)
    - DOHC 16-Válvulas, 4 Cilindros, PGM-FI
    - Potencia: 150 hp (112 kW) @ 6000 rpm

### B20A3
- Encontrado en:
  - Honda Prelude 2.0 S 1988–1990
    - SOHC 12 Válvulas, 4 cilindros, Carburadores dobles
    - Potencia: 
      - 104 hp (78 kW) @ 5800 rpm (Manual con catalizador)
      - 115 hp (86 kW) @ 5800 rpm (Sin catalizador)

    - Par: 111 lb·ft (150 N·m) @ 4000 rpm
- Electrónica PGM-CARB para controlar los carburadores

### B20A4
- Encontrado en:
  - Honda Prelude 1988–1991 (Fuera de EE. UU.)
    - SOHC 12 Válvulas, 4 cilindros, Carburadores dobles

### B20A5
- Encontrado en:
  - Honda Prelude 2.0Si 1988–1991 (Latinoamérica y EE.UU)
    - DOHC 16 Válvulas, 4 cilindros, PGM-FI
    - Cilindrada: 1958cc
    - Potencia: 135 hp (101 kW) @ 6200 rpm catalizados en 2004
    - Par: 127 lb·ft ( 172 N·m) @ 4500 rpm
    - Compresión: 9.0:1

### B20A6
- Encontrado en:
  - Honda Prelude 1988–1991 (Nueva Zelanda y Australia)
    - DOHC 16 Válvulas, 4 cilindros, PGM-FI
    - Potencia: 142 hp (106 kW)@6000 rpm
    - Par: 174 Nm@4500 rpm

### B20A7
- Encontrado en:
  - Honda Prelude 1988–1991 (Reino Unido, Francia, España, Holanda, Noruega, Sudáfrica y Latinoamérica)
    - DOHC 16 Válvulas, 4 cilindros, PGM-FI
    - Potencia: 150 hp (112 kW)@6000 rpm
    - Par: 133 lb-ft (180 Nm) @ 5500rpm
    - Compresión: 10.5:1

### B20A8
- Encontrado en:
  - Honda Prelude 1988–1991 (Rusia y Suecia)
  - Honda Accord 1988–1989 (Fuera de EE. UU.)
    - DOHC 16 Válvulas, 4 cilindros, PGM-FI
    - Potencia 133 hp (99 kW)

### B20A9
- Encontrado en:
  - Honda Prelude 1990–1991 (Finlandia, Alemania, Noruega, Países Bajos, Rusia y Argentina)
    - DOHC 16 Válvulas, 4 cilindros, PGM-FI
    - Potencia 139 hp (104 kW)@6000 rpm
    - Par: 129tq (175 Nm) @ 4500rpm
    - Compresión 9,3:1

## B21A

### B21A
- Encontrado en:
  - Honda Prelude Si States 1990–1991 (Solo producido para los "Si States" modelos en Japón)
    - DOHC 16 Válvulas, 4 cilindros, PGM-FI
    - Potencia: 145 hp (108 kW)
    - Par: 186 N·m (137 lb·ft)
    - Compresión: 9.4:1
    - ECU: PK-3

### B21A1
- Encontrado en:
  - Honda Prelude SI 1990–1991 (EE. UU.)
  - Honda Prelude SR 1990–1991 (Canadá)
    - Cilindrada: 2056cc
    - DOHC 16 Válvulas, 4 cilindros, PGM-FI
    - Potencia: 140 hp (104 kW) @5800 rpm
    - Par: 135 lb·ft (183 N·m) @5000 rpm
    - Diámetro x Carrera: 83 x 95 mm
    - Compresión: 9.4:1